# Felipe Sosa
Felipe Sosa (Caazapá, 11 de abril de 1945) es un guitarrista clásico, compositor y maestro de guitarra paraguayo. 

## Trayectoria
A partir del año 1967, a la edad de 22 años, realizó diversos cursos de perfeccionamiento al exterior del país.
Viajó repetidas veces al Brasíl, en donde contactó y estudió con el profesor Isaías Sabio.
En el año 1967 viajó España para estudiar música el profesor Regino Sainz de la Maza, hasta el año 1969.
En el año 1971, viajó al Uruguay con el fin de realizar estudios musicales con el profesor Abel Carlevaro. 
En el año 1974 fue contratado por la Sociedad Internacional de Guitarra para una gira de conciertos por Centroamérica y parte de Estados Unidos.
En el año 1976 participó del II Seminario Internacional de Guitarra en la Ciudad de Montevideo, Uruguay, donde fue galardonado con medalla de honor. 
También el año 1976, fue distinguido como Joven Sobresaliente por la Cámara Junior de Asunción.
En el año 1982, viajó al continente Europeo, ahí asistió a cursos de Estética del sonido en la Schola Cantorum de París con el profesor Alexandre Lagoya.
Ya en el año 1988 el gobierno del Brasíl le confirió la medalla Heitor Villalobos en mérito a su labor de difusión de obras del compositor brasilero.
Los maestros de la guitarra Cayo Sila Godoy y Felipe Sosa, acompañados de Berta Rojas y Luz María Bobadilla representan tres generaciones de guitarristas paraguayos. 
En la actualidad Felipe Sosa sigue componiendo y trabajando por la cultura. Como muestra, tiene en marcha el  Proyecto "Promoción de la Guitarra Clásica Paraguaya a Nivel Local e Internacional".
El objetivo del mismo es contribuir al desarrollo de la guitarra clásica paraguaya a través de la difusión de la misma, realizando eventos que generen el contacto y relación entre músicos y público en general. 
Recientemente, el Maestro Felipe Sosa lanzó el material discográfico "La guitarra Universal de Felipe Sosa" interpretando a Agustín Pío Barrios y música del repertorio universal para guitarra.
El proyecto también contempla la realización de un concurso Internacional de Guitarra "Agustín Pio Barrios", que tiene como propósito la promoción de la guitarra culta.

## El maestro de guitarristas
Felipe Sosa viene cumpliendo una incansable labor como formador de guitarristas clásicos en Paraguay. Entre los más destacados instrumentistas que pasaron por sus aulas se encuentran las guitarristas de trayectoria internacional Berta Rojas y Luz María Bobadilla.

## Obras
Felipe Sosa sigue trabajando en la difusión de la guitarra.
El maestro ha lanzado en la ciudad de Buenos Aires, Argentina su libro "La guitarra universal de Felipe Sosa".  
Este es el material fonográfico número 17 de Sosa, quien realizó la primera grabación a los 19 años en la RCA Víctor de Buenos Aires. En su haber tiene además discos editados en Uruguay, España, nuestro país. Ha grabado ‘La suite Mangoré’ con dos guitarras y orquesta del maestro Florentín Giménez. Dicha suite abarca cinco obras de Agustín Pío Barrios. Sosa grabó también ‘El concertino mexicano’ de Ramón Noble con la Orquesta Sinfónica de México con la dirección del autor.
"La guitarra", es el nombre de uno de los discos más recientes de Felipe Sosa que es una muestra de su variado repertorio. Suenan en este material el "Vals Florinda", de Quirino Báez Allende, "La Polca Juana de Lara" de Ampelio Villalba,"Oración y Villa Alondra" de su propia autoría entre otros. 
Felipe Sosa conduce un programa radial cuyo fin es difundir las creaciones para la guitarra, a sus intérpretes y a los nuevos exponentes de este instrumento. Sosa busca que Paraguay sea el centro obligado de referencia para la guitarra a través de este programa que además, espera, sirva de espacio para que jóvenes intérpretes toquen en vivo.

## Sus composiciones
Entre sus composiciones más destacadas de Felipe Sosa se encuentran:
- Suite paraguaya.
- Sonata para la Paz.
- Reminiscencia de Ytú.
- Villa alondra.
- El cuarteto de guitarras.
- El amanecer

Sosa ha transcripto numerosas piezas del folclore paraguayo a partituras para guitarra clásica.